# بيترو بوبيسكو
بيترو بوبيسكو (بالإنجليزية: Petru Popescu)‏ (1 فبراير 1944)؛ كاتب سيناريو، مخرج أفلام وروائي أمريكي.

## روابط خارجية
- بيترو بوبيسكو على موقع IMDb (الإنجليزية)
- بيترو بوبيسكو على موقع ألو سيني (الفرنسية)
- بيترو بوبيسكو على موقع أول موفي (الإنجليزية)
- بيترو بوبيسكو على موقع قاعدة بيانات برودواي على الإنترنت (الإنجليزية)
- بيترو بوبيسكو على موقع قاعدة بيانات الأفلام السويدية (السويدية)
- بيترو بوبيسكو على موقع قاعدة بيانات الفيلم (الإنجليزية)
- بيترو بوبيسكو على موقع كينوبويسك (الروسية)